# Principessa di Soubise
All'interno della nobiltà francese, il titolo di Principessa di Soubise è riferito alla moglie del Principe di Soubise. Il titolo fu creato nel 1667 quando Soubise fu elevato a principato.  La prima principessa fu Anne de Rohan-Chabot (1638-1709). Ci furono in tutto otto principesse e l'ultima fu Vittoria d'Assia-Rotenburg (1728-1792), consorte dell'ultimo principe,  Charles (1715-1787); il titolo si estinse alla morte di Charles.
| Ritratto | Nome                                    | Padre                                                                          | Nascita          | Matrimonio        | Divenne principessa                           | Cessò di essere principessa      | Morte             | Consorte                          |
| -------- | --------------------------------------- | ------------------------------------------------------------------------------ | ---------------- | ----------------- | --------------------------------------------- | -------------------------------- | ----------------- | --------------------------------- |
|          | Anne de Rohan-Chabot                    | Henri Chabot (Chabot)                                                          | 1638             | 17 aprile 1663    | marzo 1667 Soubise viene elevata a principato | 4 febbraio 1709                  | 4 febbraio 1709   | François de Rohan                 |
|          | Anne Geneviève de Lévis                 | Louis Charles de Lévis, duca di Ventadour (Lévis)                              | febbraio 1673    | 15 febbraio 1694  | 24 agosto 1712 de facto ascesa del marito     | 20 marzo 1727                    | 20 marzo 1727     | Hercule Mériadec de Rohan-Soubise |
|          | Marie Sophie de Courcillon              | Philippe Egon de Corcillon, marchese di Courcillon (Courcillon)                | 6 agosto 1713    | 2 settembre 1732  | 2 settembre 1732                              | 26 gennaio 1749 morte del marito | 4 aprile 1756     | Hercule Mériadec de Rohan-Soubise |
|          | Anne Julie de Melun                     | Louis de Melun, principe di Epinoy (Melun)                                     | 1698             | 16 settembre 1714 | 16 settembre 1714                             | 6 maggio 1724 morte del marito   | 18 maggio 1724    | Jules de Rohan-Soubise            |
|          | Anne Marie Louise de La Tour d'Auvergne | Emmanuel Théodose de La Tour d'Auvergne, duca di Bouillon (La Tour d'Auvergne) | 1 agosto 1722    | 29 dicembre 1734  | 29 dicembre 1734                              | 19 settembre 1739                | 19 settembre 1739 | Carlo di Rohan-Soubise            |
|          | Anna Teresa di Savoia-Carignano         | Vittorio Amedeo I di Savoia, principe di Carignano (Savoia-Carignano)          | 1 novembre 1717  | 6 novembre 1741   | 6 novembre 1741                               | 5 aprile 1745                    | 5 aprile 1745     | Carlo di Rohan-Soubise            |
|          | Vittoria d'Assia-Rotenburg              | Giuseppe d'Assia, principe ereditario d'Assia-Rotenburg (Assia-Rotenburg)      | 25 febbraio 1728 | 23 dicembre 1745  | 23 dicembre 1745                              | 4 luglio 1787 morte del marito   | 1 luglio 1792     | Carlo di Rohan-Soubise            |
| Ritratto | Nome                                    | Padre                                                                          | Nascita          | Matrimonio        | Divenne principessa                           | Cessò di essere principessa      | Morte             | Consorte                          |